# Temporada Argentina 1968
La stagione 1968 della Temporada Argentina (XVII Temporada Argentina) fu un campionato motoristico riservato a vetture di Formula 2, e fu disputata su 4 gare. La serie venne vinta dal pilota italiano Andrea De Adamich su Ferrari.

## La pre-stagione

### Calendario
| Gara | Nome                              | Circuito                            | Giri  | Lunghezza           | Data        | Note                                                                    |
| ---- | --------------------------------- | ----------------------------------- | ----- | ------------------- | ----------- | ----------------------------------------------------------------------- |
| 1    | Gran Premio YPF                   | Circuito di Buenos Aires no. 9      | 70    | 70x3,413=238,91 km  | 1º dicembre |                                                                         |
| 2    | Gran Premio Città di Cordoba      | Circuito Oscar Cabalén, Alta Gracia | 70    | 70x3,202=220,07 km  | 8 dicembre  |                                                                         |
| 3    | Gran Premio Città di San Juan     | Circuito di Zonda                   | 70    | 70x3,229=171,36 km  | 15 dicembre |                                                                         |
| 4    | Gran Premio Aerolíneas Argentinas | Circuito di Buenos Aires no. 5      | 25+25 | 50x4,208=210,411 km | 22 dicembre | Gara su due manche da 25 giri ciascuna. Classifica per somma dei tempi. |

- Tutte le corse sono disputate in Argentina.

## Piloti e team
| Team                       | Telaio                 | Nr.     | Pilota                | Gare  |
| -------------------------- | ---------------------- | ------- | --------------------- | ----- |
| Frank Williams Racing Cars | Brabham BT23C-Cosworth | 2       | Piers Courage         | Tutte |
| Frank Williams Racing Cars | Brabham BT23C-Cosworth | 4       | Juan-Manuel Bordeau   | Tutte |
| Frank Williams Racing Cars | Brabham BT23C-Cosworth | 6       | Carlos Pairetti       | 1, 3  |
| Frank Williams Racing Cars | Brabham BT23C-Cosworth | 6       | Cacho Fangio          | 4     |
| Frank Williams Racing Cars | Brabham BT23C-Cosworth | 6       | Nestor Garcia-Vega    |       |
| Matra Sport                | Matra MS7-Cosworth     | 8       | Jean-Pierre Beltoise  | Tutte |
| Matra Sport                | Matra MS7-Cosworth     | 10      | Henri Pescarolo       | Tutte |
| Scuderia Ferrari SEFAC     | Ferrari Dino 166 F2    | 12      | Ernesto Brambilla     | Tutte |
| Scuderia Ferrari SEFAC     | Ferrari Dino 166 F2    | 14      | Andrea De Adamich     | Tutte |
| Tecno Racing Team          | Tecno T68-Cosworth     | 16      | Clay Regazzoni        | Tutte |
| Tecno Racing Team          | Tecno T68-Cosworth     | 18      | Jo Siffert            | Tutte |
| Tecno Racing Team          | Tecno T68-Cosworth     | 20      | Carlo Facetti         | Tutte |
| Oreste Berta               | Tecno T68-Cosworth     | 22      | Andrea Vianini        | Tutte |
| Silvio Moser Racing Team   | Tecno T68-Cosworth     | 22      | Silvio Moser          | Tutte |
| Alejandro de Tomaso        | Tecno T68-Cosworth     | 26      | Jonathan Williams     | Tutte |
| Edoardo Copello            | Brabham BT23C-Cosworth | 28      | Edoardo Copello       | 1-3   |
| Edoardo Copello            | Brabham BT23C-Cosworth | 28      | Carlos Reutemann      | 4     |
| Roy Winckelmann Racing     | Brabham BT23C-Cosworth | 30      | Jochen Rindt          | Tutte |
| Roy Winckelmann Racing     | Brabham BT23C-Cosworth | 32      | Alan Rees             | Tutte |
| Jorge Cupeiro              | Brabham BT23C-Cosworth | 34      | Jorge Cupeiro         | Tutte |
| Gerry Kinnane              | Lotus 48-Cosworth      | 36      | Jackie Oliver         | Tutte |
| Gerry Kinnane              | Lotus 48-Cosworth      | Mo Nunn |                       |       |
| Ron Harris Racing Division | Tecno T68-Cosworth     | 38      | Pedro Rodríguez       | Tutte |
| Ron Harris Racing Division | Tecno T68-Cosworth     | 40      | Carlos Reutemann      | 1-3   |
| Ron Harris Racing Division | Tecno T68-Cosworth     | 40      | Oscar-Mauricio Franco | 4     |
| Ron Harris Racing Division | Tecno T68-Cosworth     | 42      | Carlos Marincovich    | Tutte |

## Risultati e classifiche

### Risultati
| Gara | Circuito     | Tempo     | Velocità    | Pole position     | GPV               | Vincitore         | Vettura          |
| ---- | ------------ | --------- | ----------- | ----------------- | ----------------- | ----------------- | ---------------- |
| 1    | Buenos Aires | 1'35:20.6 | 150,35 km/h | Jochen Rindt      | Ernesto Brambilla | Ernesto Brambilla | Ferrari          |
| 2    | Alta Gracia  | 1'09.22.1 | 193,87 km/h | Clay Regazzoni    | Piers Courage     | Andrea De Adamich | Ferrari          |
| 3    | Zonda        | 1'21:46.8 | 165,83 km/h | Jo Siffert        | Jochen Rindt      | Andrea De Adamich | Ferrari          |
| 4    | Buenos Aires | 1'37:17.3 | 129,76 km/h | Ernesto Brambilla | Ernesto Brambilla | Piers Courage     | Brabham-Cosworth |

### Classifica piloti
I punti sono assegnati secondo la regola presente:
| Sistema di punteggio | Sistema di punteggio | Sistema di punteggio | Sistema di punteggio | Sistema di punteggio | Sistema di punteggio | Sistema di punteggio | Sistema di punteggio | Sistema di punteggio | Sistema di punteggio | Sistema di punteggio | Sistema di punteggio |
| Pos.                 | 1°                   | 2°                   | 3°                   | 4°                   | 5°                   | 6°                   | 7°                   | 8°                   | 9°                   | 10°                  | 11°                  |
| -------------------- | -------------------- | -------------------- | -------------------- | -------------------- | -------------------- | -------------------- | -------------------- | -------------------- | -------------------- | -------------------- | -------------------- |
| Punti                | 13                   | 8                    | 5                    | 3                    | 2                    | 1                    | 0,8                  | 0,6                  | 0,4                  | 0,2                  | 0,1                  |

| Pos  | Pilota                | YPF | COR | SJU | ALA | Punti |
| ---- | --------------------- | --- | --- | --- | --- | ----- |
| 1    | Andrea De Adamich     | 2   | 1   | 1   | 5   | 36    |
| 2    | Jochen Rindt          | Rit | 2   | 3   | 2   | 21    |
| 3    | Piers Courage         | Rit | 6   | Rit | 1   | 14    |
| 4    | Ernesto Brambilla     | 1   | Rit | Rit | Rit | 13    |
| 5    | Jean-Pierre Beltoise  | Rit | 5   | 2   | 6   | 11    |
| 6    | Jackie Oliver         | 3   | 10  | 5   | 4   | 10,2  |
| 7    | Jo Siffert            | Rit | 7   | 4   | 3   | 8,8   |
| 8    | Henri Pescarolo       | 5   | 3   | 13  | 7   | 7,8   |
| 9    | Clay Regazzoni        | 4   | 4   | 6   | Rit | 7     |
| 10   | Pedro Rodríguez       | 6   | 9   | 9   | Rit | 1,8   |
| 11   | Carlo Facetti         | 8   | 12  | 7   | Rit | 1,4   |
| 12   | Juan-Manuel Bordeau   | 7   | 14  | 10  | 9   | 1,4   |
| 13   | Andrea Vianini        | 9   | 8   | 14  | 10  | 1,3   |
| 14   | Edoardo Copello       | Rit | Rit | 8   | NA  | 0,6   |
| 14   | Jorge Cupeiro         | Rit | Rit | 12  | 8   | 0,6   |
| 16   | Alan Rees             | 10  | 13  | 15  | 11  | 0,3   |
| 17   | Jonathan Williams     | Rit | 11  | 14  | 12  | 0,1   |
|      | Carlos Reutemann      | Rit | Rit | Rit | Rit |       |
|      | Carlos Marincovich    | NP  | Rit | Rit | Rit |       |
|      | Carlos Pairetti       | NP  | NA  | Rit | NA  |       |
|      | Silvio Moser          | Rit | Rit | Rit | Rit |       |
|      | Cacho Fangio          |     |     |     | Rit |       |
|      | Oscar-Mauricio Franco |     |     |     | Rit |       |
|      | Mo Nunn               | NA  |     |     |     |       |
|      | Nestor Garcia-Vega    |     |     |     | NA  |       |
| Pos. | Pilota                | YPF | COR | SJU | ALA | Punti |

| Colore  | Risultati                                                         |
| ------- | ----------------------------------------------------------------- |
| Oro     | Vincitore                                                         |
| Argento | 2º posto                                                          |
| Bronzo  | 3º posto                                                          |
| Verde   | Finita, a punti                                                   |
| Blu     | Finita, senza punti Finita, non classificato (NC)                 |
| Viola   | Non finita (Rit)                                                  |
| Rosso   | Non qualificato (NQ) Non pre-qualificato (NPQ)                    |
| Nero    | Squalificato (SQ)                                                 |
| Bianco  | Non partito (NP)                                                  |
| Celeste | Disputa solo le prove (SP)                                        |
| Celeste | Iscritto alle prove libere - Terzo pilota (TP) - dal 2003 al 2006 |
| Vuoto   | Non prende parte alle prove (NPR)                                 |
| Vuoto   | Iscritto ma non presente, non arrivato (NA)                       |
| Vuoto   | Ritirato prima dell'evento (WD)                                   |
| Vuoto   | Infortunato (INF)                                                 |
| Vuoto   | Escluso (ES)                                                      |
| Vuoto   | Gara cancellata (C)                                               |